# Nationalbibliothek König Fahd

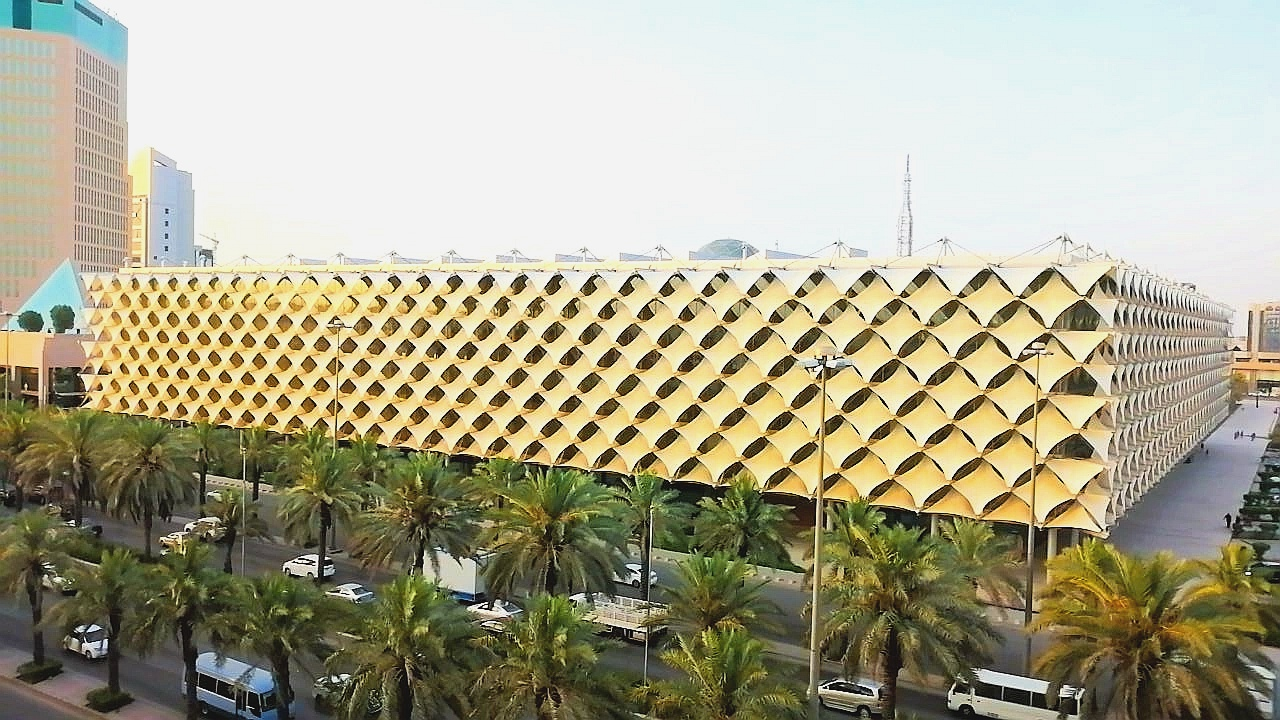

Die König-Fahd-Nationalbibliothek (arabisch مكتبة الملك فهد الوطنية, DMG Maktabat al-Malik Fahd al-waṭaniyya) ist die Nationalbibliothek Saudi-Arabiens. Sie befindet sich in Riad und wurde 2015 ihrer Bestimmung übergeben.
Entworfen wurde das Gebäude von Gerber Architekten aus Dortmund, benannt wurde es nach Fahd ibn Abd al-Aziz (1921/23–2005), dem fünften König Saudi-Arabiens. Die Kosten für den Bau lagen bei rund 130 Millionen Euro.

## Entstehung, Struktur
Die König-Fahd-Nationalbibliothek steht in einer Reihe repräsentativer Kulturbauten, die um die Jahrtausendwende in Saudi-Arabien errichtet wurden, darunter:
- das König-Fahd-Kulturzentrum in Riad, fertiggestellt 1989, doch lange Jahre für die Öffentlichkeit nicht zugänglich,[1]
- das Nationalmuseum von Saudi-Arabien in Riad, eröffnet 1999,
- das König-Abd-al-Aziz-Zentrum für Weltkultur in Dhahran, fertiggestellt 2017/18,[2]
- die König-Salman-Wissenschaftsoase in Riad, Eröffnung geplant für 2019,[3] sowie
- das Opernhaus Dschidda, in Planung seit 2017.

Die erste Nationalbibliothek Saudi-Arabiens wurde in den frühen 1980er Jahren errichtet. Im Jahr 1999 wurde Eckhard Gerber eingeladen, sich an einem internationalen Architektenwettbewerb für einen repräsentativen Neubau zu beteiligen. Grund für die Einladung war Gerbers Entwurf für die Staats- und Universitätsbibliothek Göttingen, welche international als gelungen angesehen wurde. Sieger des Wettbewerbs wurde Mario Botta. Danach entschied jedoch die staatliche Planungsagentur Arriyath Development Authority (ADA), den Standort zu wechseln und einen neuen Wettbewerb auszuschreiben. Bauplatz war nunmehr das Gelände der alten Nationalbibliothek und es wurde den Architekten freigestellt, den alten Bau zu erhalten oder abreißen zu lassen. Gerber schlug vor, den Altbau im traditionellen Baustil mit kreuzförmigem Grundriss und zentraler kleiner Kuppel komplett zu bewahren und in den Neubau zu integrieren. Doch sollte rund um den Altbau eine „Einhausung“ aus Glas und eine Verschleierung mit Beduinen-Segeln gesetzt werden. Er gewann damit im Jahr 2002 den zweiten Wettbewerb.
Nach Auslagerung des zunächst vorgesehenes Kongresszentrums entstand schließlich ein fünfgeschossiger quadratischer Bau mit einer Seitenlänge von 140 Metern, direkt an der King Fahd Road, einer der großen Magistralen der Stadt, in unmittelbarer Nachbarschaft zum Al Faisaliyah Center, dem ersten Wolkenkratzer des Landes. Baubeginn war 2007. Tausende weiße Segel wurden um die Glasstruktur gespannt und geben dem Bau das Gepräge. Die Segel spenden Schatten, sind aber auch zugleich eine Anspielung auf die Beduinenkultur und eine Demonstration hochaktueller Architektur. Die Segel zitieren gewissermaßen auch einen anderen deutschen Architekten, der zuvor in Saudi-Arabien arbeitete, Frei Otto, bekannt für seine Leichtbauten und die Zeltarchitektur. „Die Gerber-Leute haben bei ihrem Entwurf an die verschleierten Frauen gedacht, an diese Idee, die im arabischen Raum verbreitet ist, dass ein Schleier etwas Wertvolles schützt und aufwertet. Sie haben den Neubau um den Altbau herumgebaut, haben ihn umhüllt.“
Als Zeichen des Respekts vor der arabischen Kultur gilt das Bewahren der alten Struktur, die nunmehr als Magazin dient und so zum Zentrum des Wissens der neuen Gesamtbibliothek wurde. Transparenz ist ein Kennzeichen der gesamten Gestaltung, die Decke wurde mit neuen Materialien lichtdurchlässig konstruiert. Der Bau ist einer der ersten Niedrigenergiebauten Saudi-Arabiens. Das Gebäude ist unterteilt in einen Frauentrakt und einen Männertrakt. Diese Teile könnten aber, so das Architekturbüro, ganz einfach mit ein paar Handgriffen zusammengelegt werden.
Vor der Bibliothek wurde ein 150 mal 150 Meter großer Platz mit Rasenflächen, Palmen und einem Springbrunnen geschaffen.

## Bestände
Die Bibliothek besitzt eine der größten Sammlungen arabischer und islamischer Manuskripte der Welt. Durch die großzügig angelegten Lesesäle und die rasche Verfügbarkeit der Bücher und Manuskripte stellt sie eine der bedeutendsten Forschungseinrichtung des Mittleren Ostens dar. Eine Reihe prominenter Wissenschaftler und Sammler haben ihre Bestände der Bibliothek vermacht oder diese wurden angekauft. Beispielsweise befindet sich die Bibliothek des palästinensischen Arabisten Ihsan Abbas (1920–2003) im Haus, eines Lehrstuhlinhabers an der American University of Beirut und König-Faisal-Preisträgers.

## Auszeichnungen
- Meed Award 2014 – Social Project of the year[6]
- Meed Award 2014 – GCC Winner
- Detail Preis 2014 – Nominierung
- WAN Award Façade 2014 – Shortlist
- German Design Award 2014 – Special Mention
- Iconic Award 2014 – Product Facades
- International Architecture Design Award 2014
- Ingenieurbaupreis des Deutschen Stahlbaus 2015
- MIPIM Award 2015 – Finalist
- Architizer A+ Award Architecture + Material 2015[7]